# Епархия Малинди
Епархия Малинди (лат. Dioecesis Malindiensis) — епархия Римско-Католической Церкви с центром в городе Малинди, Кения. Епархия Малинди входит в митрополию Момбасы. Кафедральным собором епархии Малинди является церковь святого Антония Падуанского в городе Малинди.

## История
2 июня 2000 года Римский папа Иоанн Павел II издал буллу Ad provehendam, которой учредил епархию Малинди, выделив её из епархии Гариссы и архиепархии Момбасы.

## Ординарии епархии
- епископ Francis Baldacchino OFMCap[2] (2.06.2000 — 9.10.2009);
- епископ Emmanuel Barbara OFMCap (9.07.2011 — 5.01.2018).

## Источник
- Annuario Pontificio, Libreria Editrice Vaticana, Città del Vaticano, 2003, ISBN 88-209-7422-3
- Булла Ad provehendam  (лат.)